# 犬山市立犬山南小学校
犬山市立犬山南小学校（いぬやましりつ　いぬやまみなみしょうがっこう）は、愛知県犬山市の公立小学校。

## 概要
- 校区は自治会としては名栗町、外町、出来町、末広町、犬山口、坂井町、猪ノ子町、東専正寺町、西専正寺町、時迫間、第1桜ヶ丘、橋爪国正、南徳明町、北徳明町、薬師町、愛宕町、木ノ下、橋爪上東、橋爪上西、橋爪上南、橋爪上北、橋爪中南、橋爪中北、県営橋爪住宅、日生住宅、名犬ハイツ、第2名犬ハイツ、白帝団地、五郎丸南第1～4であり、公立中学校の進学先は犬山市立犬山中学校である。かつての犬山町のうち、犬山城城下町の一部及び旧・岩橋村に該当する。

## 沿革
犬山南小学校の創立年は1907年（明治40年）である。ここではそれ以前についても記述する。
- 1872年（明治5年） - 丹羽郡五郎丸村に仮義校が開校。庚申堂[注釈 1]を仮校舎とする。
- 1873年（明治6年）
  - 1月 - 橋爪村に橋爪学校が開校する。
  - 9月 - 五郎丸村の仮義校が富士見学校[注釈 2]に改称する。五郎丸村と前原村の児童が通学する。
- 1882年（明治15年） - 橋爪学校が富士見学校に統合され廃校となる。
- 1883年（明治16年）1月 - 富士見学校から橋爪学校が分離する。橋爪学校は熊野神社[注釈 3]境内に校舎を新築する。
- 1887年（明治20年） - 富士見学校、橋爪学校、顕成学校（高雄村。明治6年10月創立。）、上木学校（上野村、木津村。明治9年6月創立。）を統合し、高雄村に尋常小学高雄学校が設立される。
- 1888年（明治21年）6月 - 橋爪村に尋常小学高雄学校の分校を設置する。校舎は現在の愛知県犬山市大字橋爪字西浦に新築する。
- 1889年（明治22年）10月1日 - 五郎丸村と橋爪村が合併し、岩橋村が発足する。
- 1890年（明治23年） - 独立し、岩橋尋常小学校となる。
- 1906年（明治39年）10月1日 -  犬山町、岩橋村、高雄村の一部と合併し、犬山町が発足する。
- 1907年（明治40年）4月 - 犬山町立第二尋常小学校に改称する。
- 1909年（明治42年）
  - 9月 - 現在地のに校舎を新築し、移転する。
  - 10月 - 犬山町立犬山南尋常小学校に改称する。
- 1911年（明治44年）4月 - 児童数増加のため、徳授寺[注釈 4]に仮教場を設置する。
- 1915年（大正4年）10月 - 徳授寺の仮教場を廃止する。
- 1921年（大正10年）4月 - 高等科を設置し、犬山町立犬山南尋常高等小学校に改称する。
- 1941年（昭和16年）4月1日 - 犬山町立南国民学校に改称する。
- 1947年（昭和22年）4月1日 - 犬山町立南小学校に改称する。
- 1954年（昭和29年）4月1日 - 犬山町、城東村、羽黒村、楽田村、池野村が合併し市制施行。犬山市となる。同時に犬山市立犬山南小学校に改称する。

## 交通アクセス
- 名鉄犬山線犬山口駅下車、徒歩約3分。

## 周辺施設
- 愛知県立犬山高等学校
- 犬山市立犬山中学校
- 犬山市立犬山西小学校
- 犬山市役所
- 犬山市立図書館
- 村田機械犬山事業所

## 著名な出身者
- 山田拓郎（犬山市長）